# Irind
Irind (in armeno Իրինդ?) è un comune dell'Armenia di 985 abitanti (2010) della provincia di Aragatsotn, localizzato circa 30 km a est del confine turco. Il paese fu fondato nel 1921 da alcuni sopravvissuti al genocidio armeno fuggiti dalla provincia di Muş e dal distretto di Sason; Irind possiede una chiesa a pianta ottagonale del VII secolo in corso di restauro.